# 小维里约
小维里约（法語：Virieu-le-Petit，法語發音：[viʁjø lə pəti]）是法国安省的一个旧市镇，位于该省东部，属于贝莱区。2019年，小维里约与临近的3个市镇合并为新市镇瓦尔罗梅地区阿尔维耶尔。

## 地理
小维里约（45°54'31"N, 5°43'28"E）面积16.36 平方千米，位于法国奥弗涅-罗讷-阿尔卑斯大区安省，该省份为法国东部省份，北起汝拉省，西北接索恩-卢瓦尔省，西接罗讷省和里昂大都会，南至伊泽尔省，东与萨瓦省、上萨瓦省和瑞士接壤。
与小维里约接壤的市镇（或旧市镇、城区）包括：昂格勒福尔、瓦尔罗梅地区香槟、沙沃尔奈、屈洛兹、洛雪、维约。
小维里约的时区为UTC+01:00、UTC+02:00（夏令时）。

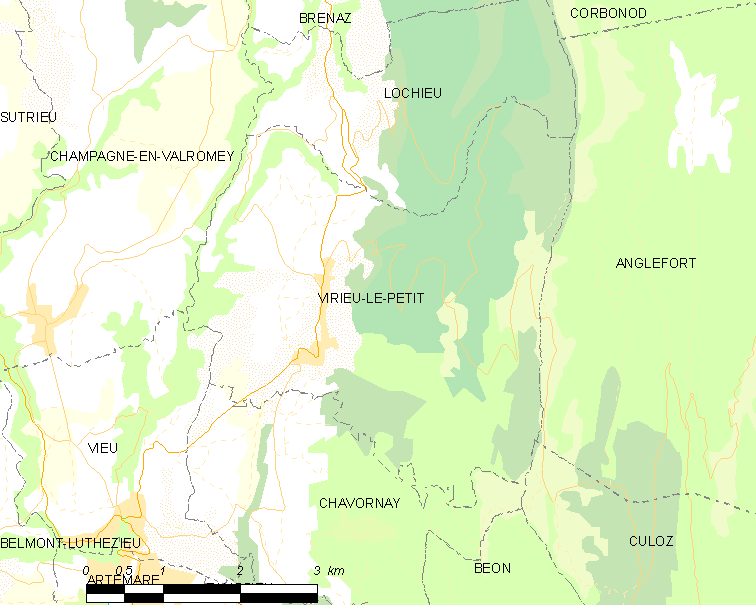
小维里约的OSM定位图

## 行政
小维里约的邮政编码为01260，INSEE市镇编码为01453。

## 政治
小维里约所属的省级选区为普拉托多特维尔县。

## 人口

1962-2008年间小维里约人口变化图示

小维里约于2018年1月1日时的人口数量为292人。